# Dian (Aragatsotn)
Pour les articles homonymes, voir Dian.
Dian (en arménien Դիան) est une communauté rurale du marz d'Aragatsotn, en Arménie. Elle compte 127 habitants en 2009.